# Nhôm diacetat
Nhôm diaxetat là một loại bột màu trắng có công thức hóa học C
4H
7AlO
5. Nó là một trong một số nhôm axetat và có thể được điều chế trong một phản ứng của natri aluminat với axit axetic.

## Ứng dụng y tế
Nhôm diaxetat được sử dụng như một chất khử trùng và chất làm se. Nó được sử dụng như là băng ướt, nén, hoặc ngâm để tự dùng thuốc để tạm thời làm giảm ngứa và làm dịu đau, đặc biệt là trên các thương tổn ướt hoặc khóc. Nó làm giảm bớt sự kích ứng da do nhiều nguyên nhân như côn trùng cắn, chân của vận động viên, viêm da tiếp xúc do urushiol gây ra từ cây trồng độc hại đến các va chạm như cây thuốc độc, cây sồi, cây thù du và kích ứng da do nhạy cảm với xà phòng, chất tẩy rửa, mỹ phẩm hoặc đồ trang sức. Nó cũng được sử dụng để làm giảm sưng tấy từ vết bầm tím. Các chế phẩm cũng được sử dụng để giảm các chứng bệnh ngoài da như chàm, phát ban, mụn trứng cá, và ngứa. Nó thường được sử dụng dưới dạng dung dịch Burow, 13% AlAc trong nước. Trong các loại thuốc Mỹ có chứa nhôm axetat được bán dưới nhãn hiệu Domeboro Powder, Boro-Packs của Gordon và Pedi-Boro Soak Paks. Nó được bán dưới dạng gel dưới tên TriCalm.
Dung dịch axit axetic / dung dịch nhôm axetat có thể được sử dụng để điều trị nhiễm trùng ở ống tai ngoài. Thuốc này ngăn chặn sự phát triển của vi khuẩn và nấm và làm khô ra khỏi ống tai.

## Ứng dụng khác
Trong ngành nhuộm, nhôm diaxetat cơ bản được sử dụng kết hợp với nhôm triaxetat làm chất gắn kết cho các sợi bông.